# واق فون شرينك
واق فون شرينك (باللاتينية: Ixobrychus eurhythmus) و(بالإنجليزية: Von Schrenck's bittern)‏ هو طائر واق صغير، يتواجد ويعيش في مناطق شرق القارة الآسيوية من سيبيريا والصين والسخالين واليابان والفلبين وهونغ كونغ وإندونيسيا وسنغافورة ولاوس، سمي بهذا الاسم نسبةً لعالم البيئة الروسي ليوبولد فون شرينك. يتراوح طوله من 33-38 سم مع رقبة قصيرة، عادةً ما يكون باللون الأصفر فيما يكون بعض الذكور منها باللون الكستنائي وبلون برتقالي تحته وعلى أجنحته. أما الإناث فعادةً ما تظهر باللون الكستنائي مع بقع بيضاء فوقها. ينجح هذا الطير بالاندماج بمحيطة لذلك عادةً ما يكون صعب الملاحظة وكذلك لديه مهارة في التسلل مما يساعدة على افتراس الحشرات. يعتبر من الأنواع الغير المهددة للانقراض.